# Congettura di Artin
In matematica, la congettura di Artin è una congettura sull'insieme dei numeri primi p per cui un dato intero a>1 è una radice primitiva modulo p. La congettura porta il nome di Emil Artin, che la formulò ad Helmut Hasse il 27 settembre 1927, in accordo con il diario di quest'ultimo.
Precisamente, la congettura afferma che, dato un intero a non quadrato, diverso da 1 e -1, se S(a) è l'insieme dei primi p tali che a è una radice primitiva modulo p, allora
1. S(a) possiede una densità di Schnirelmann positiva nell'insieme dei primi. In particolare, S(a) è infinito.
2. Se a è privo di quadrati, allora la densità è indipendente da a e uguale alla costante di Artin

{\displaystyle C_{Artin}=\prod _{p}\left(1-{\frac {1}{p(p-1)}}\right)\approx 0.3739558136\ldots }
dove il prodotto è preso tra tutti i numeri primi.
Formule simili esistono quando a contiene quadrati.
Per esempio, se a=2, allora la congettura afferma che l'insieme dei primi p per cui 2 è una radice primitiva ha densità C. I primi più piccoli per cui accade questo sono
3, 5, 11, 13, 19, 29, 37, 53, 59, 61, 67, 83, 101, 107, 131, 139, 149, 163, 173, 179, 181, 197, 211, 227, 269, 293, 317, 347, 349, 373, 379, 389, 419, 421, 443, 461, 467, 491, ...
che contiene 38 dei 95 primi più piccoli di 500. Il rapporto (che dovrebbe tendere a C) è 38/95=0.41051...
Nel 1967 Hooley pubblicò una dimostrazione della congettura, condizionata però ad una generalizzazione dell'ipotesi di Riemann.
Nel 1984 R. Gupta e R. Ram Murty mostrarono, attraverso metodi di crivello che la congettura è vera per infiniti valori di a. Il loro risultato fu migliorato da Roger Heath-Brown, che dimostrò che la congettura è vera per tutti i numeri primi eccetto al più due di essi. La sua dimostrazione non è costruttiva; di conseguenza non è noto nessun valore specifico di a per cui la congettura di Artin è vera.